# Bifrost (revue)
Pour les articles homonymes, voir Bifrost.
Bifrost est une revue littéraire francophone de science-fiction et de fantasy. De parution trimestrielle, elle a été créée en avril 1996 par Olivier Girard qui la dirige toujours. Publiée par les éditions Le Bélial', cette revue a pour ambition de présenter une actualité complète sur les littératures de l'imaginaire. À cette fin, outre la publication de nouvelles, une large place est accordée aux dossiers thématiques, interviews d'auteurs, critiques d'ouvrages et articles. Chaque numéro est consacré à un auteur ou à un thème particulier et contient une bibliographie complète de l'œuvre de l'auteur traité.

## Histoire éditoriale
La revue fête son dixième anniversaire en 2006 avec un numéro spécial (n° 42) augmenté d'un dossier consacré à Serge Lehman.
Depuis le numéro 62 (avril 2011) la revue est également vendue au format numérique sans DRM, conformément à la politique de la maison d'édition.

## Liste des numéros avec dossier auteur
- Philip K. Dick no 18 (mai 2000)
- Clifford D. Simak no 22 (avril 2001)
- Jean-Pierre Andrevon no 29 (janvier 2003)
- Philippe Curval no 31 (juillet 2003)
- Jacques Barbéri no 37 (janvier 2005)
- André Ruellan / Kurt Steiner no 38 (avril 2005)
- Michel Jeury no 39 (juillet 2005)
- René Reouven no 40 (octobre 2005)
- Christopher Priest no 41 (janvier 2006)
- Serge Lehman no 42 (mai 2006)
- Emmanuel Jouanne no 43 (juillet 2006)
- Joëlle Wintrebert no 44 (octobre 2006)
- Robert Charles Wilson no 45 (janvier 2007)
- Gérard Klein no 46 (avril 2007)
- Jean-Claude Dunyach no 47 (juillet 2007)
- Daniel Walther no 48 (novembre 2007)
- Robert Silverberg no 49 (janvier 2008)
- Tim Powers no 50 (mai 2008)
- Lucius Shepard no 51 (juillet 2008)
- Joël Houssin / Christian Vilà no 52 (octobre 2008)
- China Miéville no 53 (janvier 2009)
- Richard Canal no 54 (avril 2009)
- Roger Zelazny no 55 (juillet 2009)
- Jean-Marc Ligny no 56 (octobre 2009)
- Robert A. Heinlein no 57 (janvier 2010)
- Laurent Genefort no 58 (avril 2010)
- J. G. Ballard no 59 (juillet 2010)
- Jacques Goimard no 62 (avril 2011)
- Frank Herbert no 63 (juillet 2011)
- Jérôme Noirez no 64 (octobre 2011)
- Christian Léourier no 65 (janvier 2012)
- Isaac Asimov no 66 (avril 2012)
- George R. R. Martin no 67 (juillet 2012)
- Ian McDonald no 68 (octobre 2012)
- Stephen Baxter no 70 (avril 2013)
- Michel Pagel no 71 (juillet 2013)
- Ray Bradbury no 72 (octobre 2013)
- H. P. Lovecraft no 73 (janvier 2014)
- Léo Henry no 74 (avril 2014)
- Poul Anderson no 75 (juillet 2014)
- J. R. R. Tolkien no 76 (octobre 2014)
- Mélanie Fazi no 77 (janvier 2015)
- Ursula K. Le Guin no 78 (avril 2015)
- Yves et Ada Rémy no 79 (juillet 2015)
- Stephen King no 80 (octobre 2015)
- Pierre Pelot no 81 (janvier 2016)
- Neil Gaiman no 82 (avril 2016)
- Laurent Kloetzer no 83 (juillet 2016)
- Robert E. Howard no 84 (octobre 2016)
- Thierry Di Rollo no 85 (janvier 2017)
- Richard Matheson no 86 (avril 2017)
- Jean Ray no 87 (juillet 2017)
- Greg Egan no 88 (octobre 2017)
- Nancy Kress no 89 (janvier 2018)
- Edmond Hamilton no 90 (avril 2018)
- Theodore Sturgeon no 92 (octobre 2018)
- Peter Watts no 93 (janvier 2019)
- John W. Campbell no 94 (avril 2019)
- William Gibson no 96 (octobre 2019)
- Sabrina Calvo no 97 (janvier 2020)
- Alfred Elton Van Vogt no 98 (avril 2020)
- Shirley Jackson no 99 (août 2020)
- Thomas Day no 100 (octobre 2020)
- Dan Simmons no 101 (janvier 2021)
- Arthur C. Clarke no 102 (avril 2021)
- Sylvie Denis no 103 (juillet 2021)
- Stanisław Lem no 104 (octobre 2021)
- Leigh Brackett no 105 (janvier 2022)
- Kim Stanley Robinson no 106 (avril 2022)
- Octavia E. Butler no 108 (octobre 2022)
- Valerio Evangelisti no 109 (janvier 2023)
- Alastair Reynolds no 110 (avril 2023)
- Gene Wolfe no 111 (juillet 2023)
- Anne Rice no 112 (octobre 2023)
- Iain Banks no 114 (avril 2024)
- James Tiptree, Jr. no 115 (juillet 2024)
- Catherine Dufour no 116 (octobre 2024)
- Harlan Ellison no 117 (janvier 2025)

## Numéros hors-série
- Les Univers de Michael Moorcock (juillet 2002)
- Les Univers de Jack Vance (septembre 2003)
- La Science-fiction en bande dessinée... (avril 2016)

## Liste des numéros avec dossiers thématiques
- no 20 (octobre 2000  (ISBN 2-913039-12-X)) : arrêt de la collection Présence du futur et naissance de la collection Folio SF (pages 102 à 123)
- no 60 (octobre 2010  (ISBN 978-2-913039-57-5)) : Spécial Vampires
- no 69 (janvier 2013  (ISBN 978-2-913039-66-7)) : Culture Rock & Science-Fiction
- no 95 (juillet 2019  (ISBN 978-2-913039-92-6)) : La Lune : 50 ans après Apollo 11, la vérité enfin révélée...
- no 113 (janvier 2024  (ISBN 978-2-381631134)) : Intelligence artificielle

## Rubriques
- ScientiFiction : chronique régulière de Roland Lehoucq dans laquelle il porte un regard scientifique sur quelques-uns des grands thèmes de la science-fiction[2].
- Les Anticipateurs : une rubrique moins régulière de Frédéric Jaccaud sur les pionniers oubliés[3], notamment Maurice Renard no 50 (mai 2008).

## Razzies
Jusqu'en 2012, la revue décernait chaque année une série de parodies de récompense littéraire : les Razzies (inspirés des Razzie Awards américains décernés aux plus mauvais films) ; prix créés afin d'épingler sur l'année passée les pires œuvres et comportements du monde littéraire. Ceux-ci sont attribués par Olivier Girard (Org), Gilles Dumay (Cid Vicious), Patrick Imbert (Pat, jusqu'en 2008), Xavier Mauméjean (Professeur X, de 2009 à 2011) et Philippe Boulier (Phil B, depuis 2009).

## Prix des lecteurs de Bifrost
Depuis 2013, la revue décerne chaque année le Prix des lecteurs de Bifrost à deux nouvelles publiées dans la revue au cours de l'année civile écoulée,. Deux catégories sont primées : la meilleure nouvelle francophone et la meilleure nouvelle étrangère. Seuls les abonnés à la revue peuvent voter (ils sont environ 200 à le faire chaque année).
Depuis la création du prix, Christian Léourier et Thierry Di Rollo ont été tous les deux trois fois lauréats du Prix de la meilleure nouvelle francophone, et Laurent Genefort deux fois. Ken Liu a été primé deux fois dans la catégorie de la meilleure nouvelle étrangère.
|      | Meilleure nouvelle francophone                                                                            | Meilleure nouvelle étrangère                                                                     |
| 2013 | Le Réveil des Hommes Blancs de Christian Léourier                                                         | L'Homme de Paul McAuley                                                                          |
| 2014 | Forbach de Thomas Day                                                                                     | Faits pour être ensemble de Ken Liu                                                              |
| 2015 | Ethfrag de Laurent Genefort                                                                               | Nuits cristallines de Greg Egan                                                                  |
| 2016 | La Confirmation de Laurent Kloetzer                                                                       | Une Brève histoire du Tunnel transpacifique de Ken Liu                                           |
| 2017 | Proscenium de Thierry Di Rollo                                                                            | Avec ses yeux de Liu Cixin                                                                       |
| 2018 | Brumes fantômes de Thierry Di Rollo                                                                       | Comment c'est là-haut ? d'Edmond Hamilton                                                        |
| 2019 | La Longue patience de la forêt de Christian Léourier                                                      | ZeroS de Peter Watts                                                                             |
| 2020 | Plaine-guerre de Thierry Di Rollo (ex æquo) Des Millénaires de silence nous attendent de Catherine Dufour | Guide sorcier de l'évasion : atlas pratique des contrées réelles et imaginaires d'Alix E. Harrow |
| 2021 | Je vous ai donné toute herbe de Christian Léourier                                                        | La Viandeuse d'Ian R. MacLeod                                                                    |
| 2022 | Encore cinq ans d'Audrey Pleynet                                                                          | Père de Ray Nayler                                                                               |
| 2023 | Par une route sans fin d'Élodie Denis                                                                     | La Cité du rire de Sequoia Nagamatsu (en)                                                        |
| 2024 | Rayée de Audrey Pleynet                                                                                   | Les Nuits de Belladone d'Alastair Reynolds                                                       |